# Písník Rusek
Písník Rusek je rozsáhlá vodní plocha o rozloze 18,34 ha vzniklá po těžbě štěrkopísku ukončené koncem 20. století. Nachází se na západním okraji obce Rusek v okrese Hradec Králové.
Písník Rusek u hradeckého letiště je vyhledávanou lokalitou ke koupání. V písníku je také povolen rybolov. Jižní část písníku je zarostlá rákosem.

## Galerie

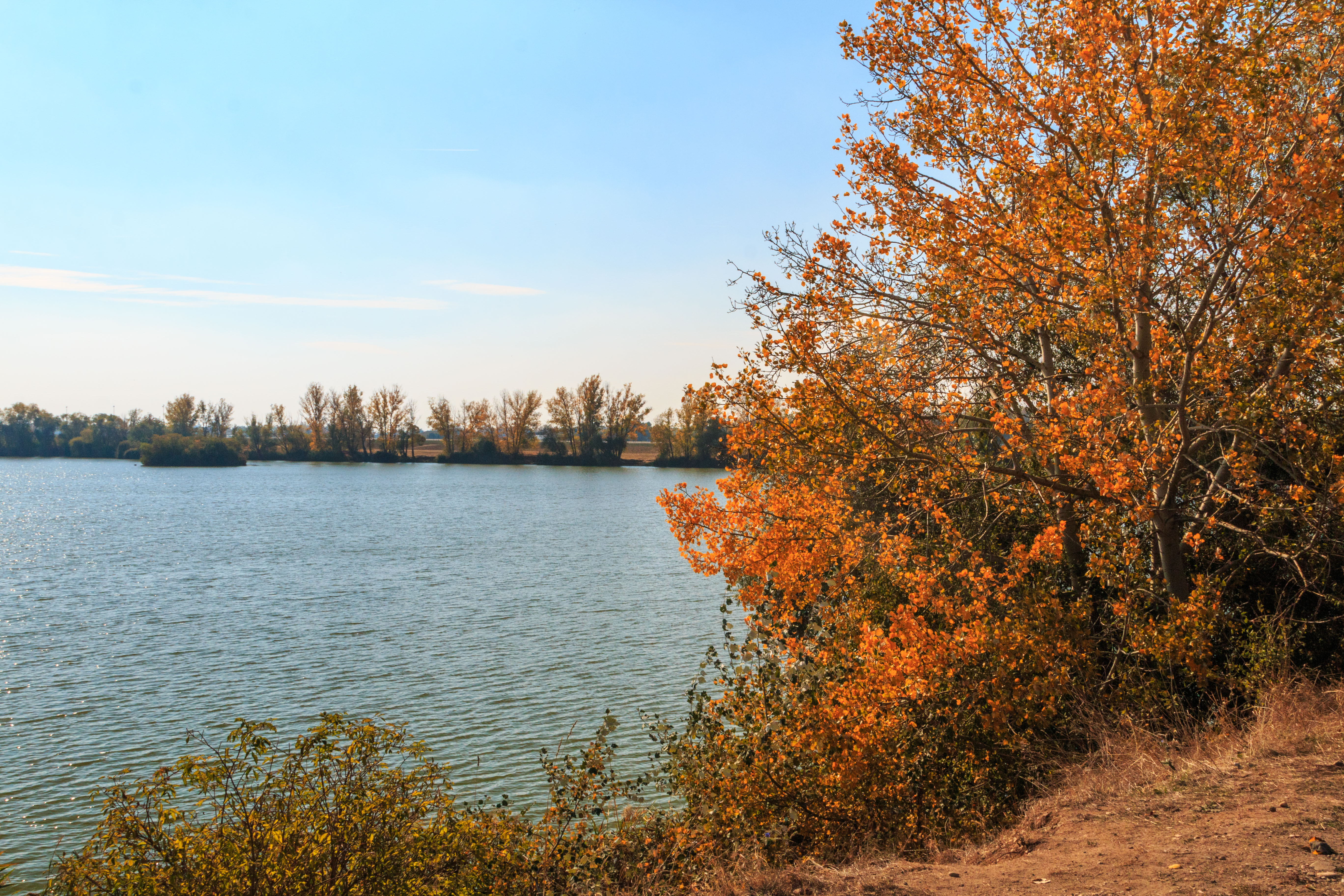
pohled na písník Rusek
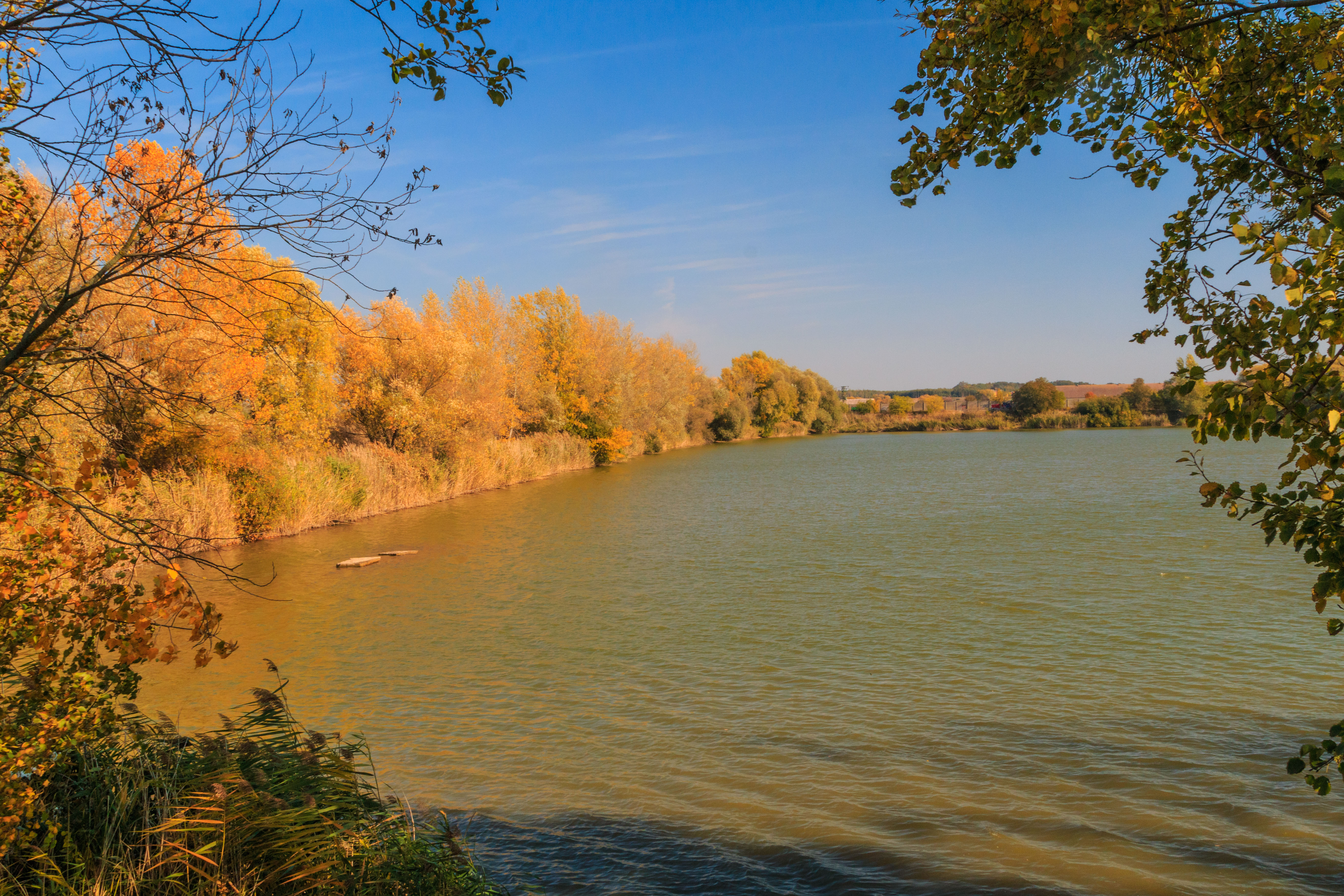
pohled na písník Rusek
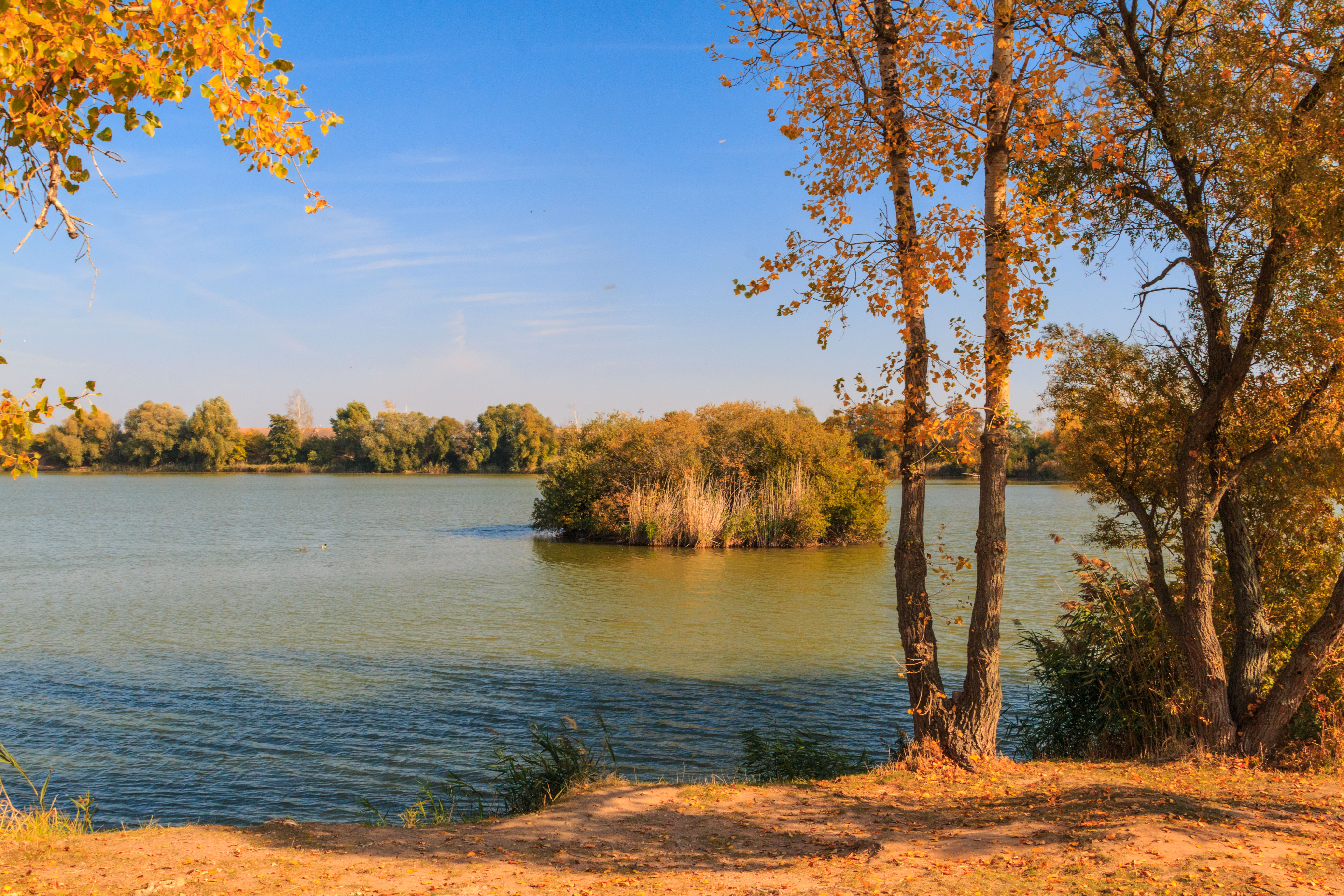
pohled na písník Rusek
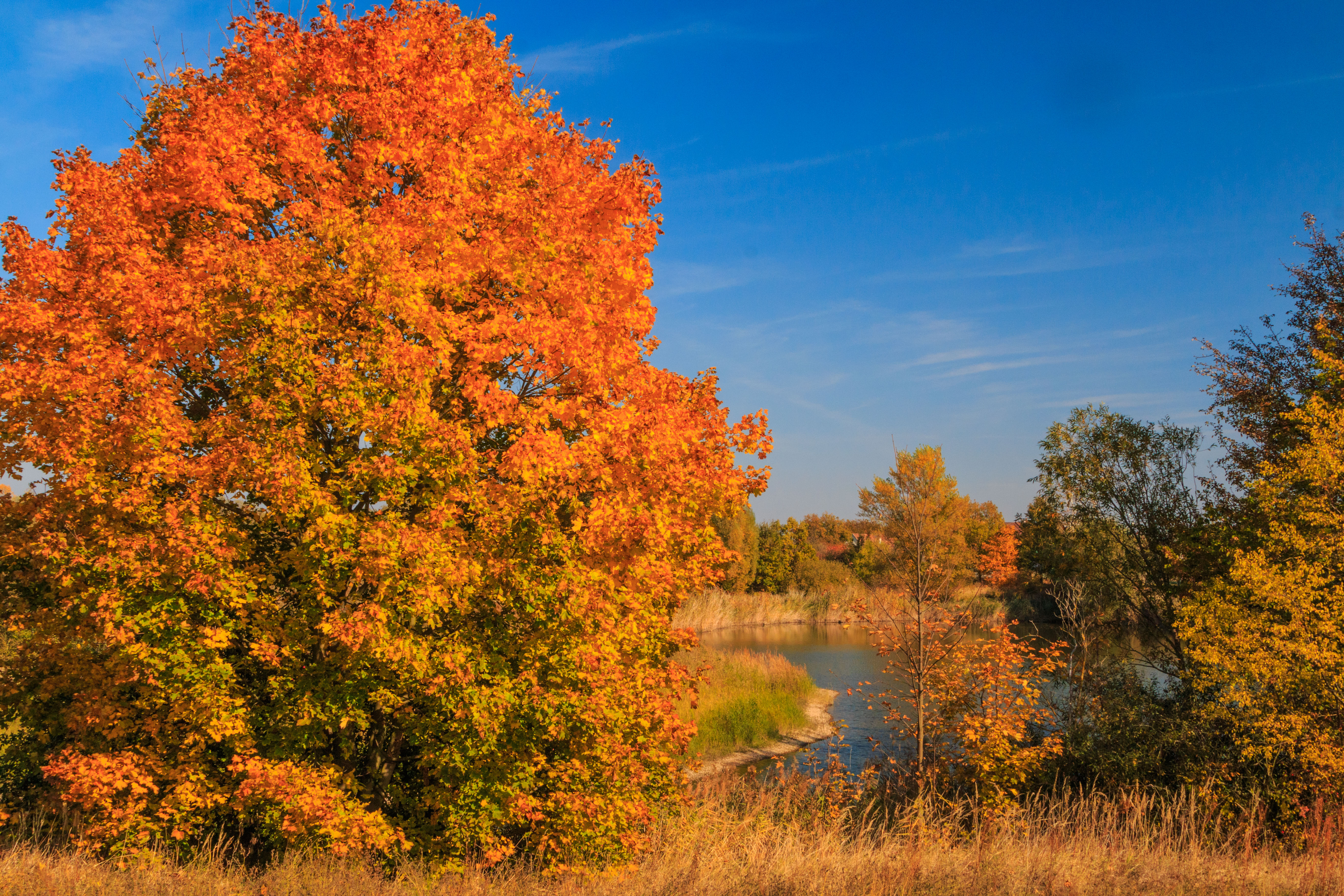
pohled na písník Rusek